# Ciencia y tecnología en la Nueva España
A raíz de la conquista, la ciencia novohispana respondió a los diversos menesteres que fueron surgiendo, particularmente en la medicina y en la minería. América se daba cuenta de la radical diferencia que tenía con Europa y de sus necesidades particulares. Los hombres de estudio del virreinato tuvieron que lidiar con un medio alejado de los grandes centros de ciencia y cultura del mundo, con las diferencias entre las clases que formaban la sociedad novohispana, con los elementos a veces limitados de los que disponían, y con los prejuicios propios de la época. 
América era todavía un vasto territorio con muchas cosas por descubrir. Naturalmente, al principio los americanos se basaron en los conocimientos del español. Posteriormente, el pensamiento de Francia, el de Inglaterra y el de Alemania influyeron notablemente en la ciencia novohispana. La región comenzó a generar ideas y logros propios.
Durante el virreinato, la Iglesia fue la principal encargada de la educación, especialmente los jesuitas. Los eclesiásticos hicieron grandes contribuciones en el campo del saber; pero, desafortunadamente, el desarrollo científico se vio entorpecido por su fuerte apego a las concepciones medievales, su hermetismo, la persecución y la censura. 
De suma importancia fue la Real y Pontificia Universidad de México, establecida en 1551. Esta tuvo un papel medular en el desarrollo científico y tecnológico de la Nueva España, ya que en esa época fue la institución educativa más importante. También el Real Seminario de Minería, fundado en 1792, desempeñó un rol primordial, ya que fue la escuela donde se introdujo el estudio formal de disciplinas modernas con la finalidad de responder a las necesidades técnicas y de esa índole...

## Medicina

Templo del Hospital Jesús Nazareno, primer hospital de la Nueva España

Conforme fueron arribando las órdenes monásticas al Nuevo Mundo, éstas fundaron casas de asilo y hospitales para nativos y colonizadores, especialmente los franciscanos. El gran impulsor de los hospitales fue Fray Bernardino Álvarez, quien en 1569 fundó el hospital de San Hipólito, el primer manicomio de la Colonia. También se le atribuyen el Hospital de Santa Cruz de Oaxtepec, el de San Roque en Puebla, el de la Concepción en Jalapa, el de Belén en Perote, el de San Juan de Ulúa y el de San Martín en Acapulco.
Para entonces, sólo se contaba con los médicos venidos de España. Por lo que se refiere a la enseñanza de la medicina, la primera cátedra que hubo fue la establecida en 1536 en el colegio de Santa Cruz de Tlatelolco. La tradición médica entre los Indígenas de América indios fue aprovechada por los misioneros. En 1575 se fundó en la Universidad la cátedra de Prima de Medicina, que obtuvo el Dr. Juan de la Fuente. En 1620 se abrió la de anatomía y cirugía a cargo del Dr. Cristóbal de Hidalgo, y la de método y práctica de la medicina explicada por el Dr. Francisco Urieta. La primera disección se realizó en 1646 por el cirujano Juan de Correa. 
Es de notar el libro de farmacología Herbario de la Cruz-Badiano, redactado por el indio Martín de la Cruz, y traducido al latín por Juan Badiano en 1552. Obras importantes fueron Opera Medicinalis del Dr. Francisco Bravo (1570), la Suma Recopilación de Cirugía de Alonso López (1578) y el Tratado Breve de Medicina del Dr. García Farfán. 
Gracias a las Reformas borbónicas en Nueva España reformas borbónicas, en el año de 1768 Carlos III ordenó la creación de la Real Escuela de Cirugía. Desde entonces, el cirujano adquirió el mismo nivel que el médico. Por mucho tiempo la medicina y la cirugía se habían mantenido como disciplinas separadas, siendo considerada la segunda como una actividad inferior.

## Minería, Metalurgia y Geología
Pocos años después de la conquista, comenzaron a explotarse las minas que los españoles habían descubierto. Al principio, usaron los métodos de extracción desarrollados por los indígenas, los cuales se llevaban a cabo en pequeños hornos perforados y calentados con leña o carbón vegetal. 
El auge de la explotación minera se debió en buena parte al descubrimiento del método de amalgamación para la extracción de la plata. Este nuevo procedimiento fue introducido en la Nueva España en 1556 por Bartolomé de Medina. El proceso era benéfico para la plata pura, así como para aleaciones. La eficiencia en el uso de combustible era mayor en comparación con los métodos anteriores. Con el tiempo, se introdujeron mejoras técnicas. 

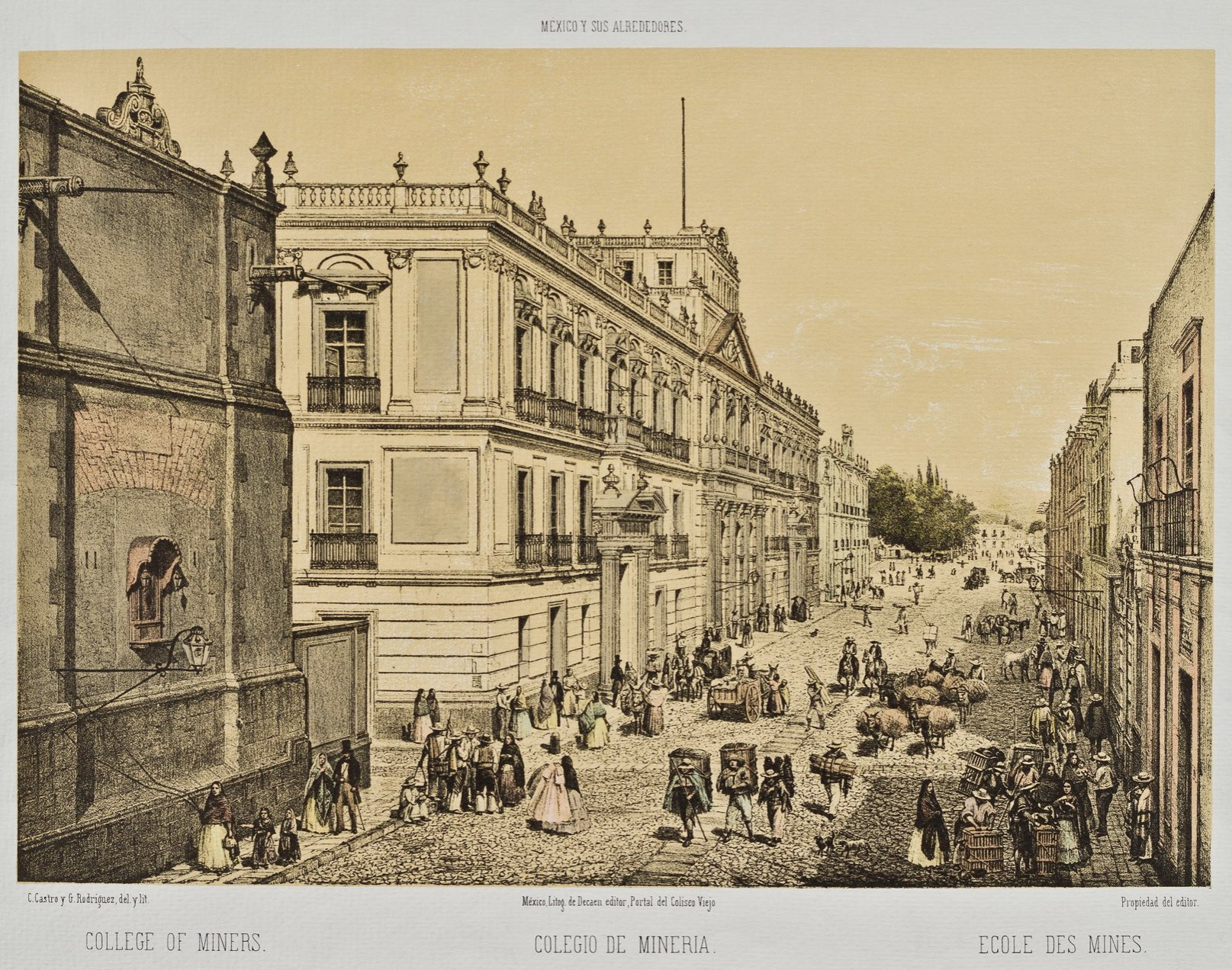
Palacio de Minería, sede del Real Seminario de Minería

Varios escritos teóricos sobre la explotación minera aparecieron en el siglo XVII, entre los cuales destacan: Tratado muy útil y provechoso de metálica con todas las reglas y normas de labrar minas y beneficio de metales, así de fuego como de azogue, de Juan de Oñate; e Informe del nuevo beneficio que se ha dado a los metales ordinarios de plata por azogue, de Luis Berrio de Montalvo.
En el siglo XVIII, la minería y la metalurgia no tuvieron cambios significativos. Las técnicas de extracción de metales continuaban siendo las mismas y la amalgamación continuó usándose. Aunque los métodos no evolucionaron, la cantidad de plata extraída incrementó profusamente. 
En 1792 se fundó el Real Seminario de Minería. Este hecho fue de suma importancia en la historia de la tecnología y la ciencia mexicana por dos razones. La primera fue que se impartieron los temas que la metalurgia requería, tales como cursos de química, geología, mineralogía, pirotecnia, topología y labor de minas. La segunda fue que se introdujo formalmente a la enseñanza superior el estudio de disciplinas abstractas y modernas, como el cálculo diferencial e integral, la geometría analítica y el álgebra, la hidrodinámica, la electricidad, la óptica y la astronomía. El seminario tuvo entre sus maestros a destacados científicos españoles, como Andrés Manuel del Río, Federico Sonneschmidt, Luis Lindner y Fausto de Elhuyar.
La geología se enriqueció gracias a las investigaciones mineralógicas realizadas en el Real Seminario de Minería. Así, en 1779 el mineralogista madrileño Andrés Manuel del Río publicó Discurso sobre los volcanes, y en 1803, Discurso sobre las formaciones de las montañas de algunos reales de minas. En 1801 descubrió el vanadio al analizar un plomo pardo de Zimapán, nuevo elemento al que puso el nombre de Erythronium. Desconfió de su hallazgo, ya que la equivocada influencia de algunos químicos lo convenció de que era cromo. El elemento fue redescubierto en 1831 por Nils Gabriel Sefström, quien lo llamó vanadio.

## Astronomía, Ciencia Náutica y Matemáticas.

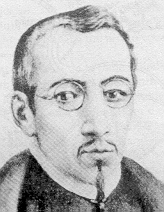
Carlos de Sigüenza y Góngora

Los estudios de Cosmología adquirieron gran importancia en la Nueva España, principalmente como herramienta para la navegación. Diego García de Palacio escribió el libro Instrucción Náutica para Navegar, muy consultado en su tiempo por los marinos que hacían la ruta de España a las Indias. También destacaron obras como Itinerario de navegación de los mares y tierras occidentales de Juan Escalante de Mendoza, y el Arte de navegar de Juan Gallo de Miranda.
Fray Diego Rodríguez inició en 1620 sus estudios astronómicos y matemáticos. Fue tan sobresaliente que el claustro de la Universidad lo eligió para ocupar la primera Cátedra de Astrología y Matemática, en 1637. Entre sus escritos matemáticos se encuentran Tractatus proemialium mathematices y de geometría, Tratado de las ecuaciones, fábrica y uso de la tabla algebraica discursiva, de los logaritmos y aritmética, Tratado sobre el uso de relojes; entre los astronómicos: Modo de calcular cualquier eclipse de Sol y Luna, y Doctrina general repartida por capítulos de los eclipses de Sol y Luna. 
Famoso fue el enfrentamiento que sostuvieron en el siglo XVIII el entonces catedrático de matemáticas y astrología don Carlos de Sigüenza y Góngora, y el jesuita Eusebio Francisco Kino. Esta querella se debió a la idea del carácter maléfico de los cometas. Sigüenza y Góngora escribió un breve tratado al que tituló Manifiesto filosófico contra los cometas despojados del imperio que tenían sobre los tímidos. En él, Sigüenza arremetió contra los que creían que los cometas causaban calamidades. El padre Kino trató de refutarlo en su Exposición astronómica del cometa, obra de fuerte carácter hermético al basarse reciamente en concepciones aristotélicas tolemaicas. En respuesta, don Carlos escribió contra Kino la Libra astronómica y philosophica, citando autores como Copérnico, Galileo, Descartes, Kepler y Tycho Brahe. La Libra astronómica y philosophica fue una de las grandes obras de la Nueva España científica. Ahí, Sigüenza y Góngora dio fe del avance astronómico y matemático al que había llegado la Colonia en el siglo XVII.
Otros matemáticos de gran importancia en la Nueva España fueron don Antonio de León y Gama, que supo de geografía y de arqueología, y don José Ignacio Bartolache, quien además era médico.

## Química
Al principio del virreinato, se aprovecharon los conocimientos indígenas sobre colorantes como el achiote y el cascalote. En el siglo XVlll,  hubo mucho interés por la forma de aplicar la química a las cuestiones prácticas de la vida. Así, fueron de gran relevancia la metalurgia y la farmacia, que podían llevar la química a la industria y mejorar la fabricación de productos como el jabón, el vidrio, la pólvora, así como mejorar los métodos para tareas tales como la conservación de alimentos. 
La química estuvo ligada durante los siglos XVl y XVll más que a cualquier cosa a la alquimia. Muchas cuestiones de la metalurgia y la farmacia habían sido estudiadas con cuidado, aunque desde un punto de vista alquímico. Tal fue el caso de las aguas termales, las plantas medicinales y los fenómenos meteorológicos. A mediados del siglo XVIII comenzaron a realizarse estudios modernos acerca de las cualidades de las sustancias, sus afinidades y cualidades, alcanzando a finales del siglo una "revolución química".

## Física
La física experimentó en la Nueva España un avance menos veloz que en Europa. Los colegios jesuitas fueron los principales centros de difusión de casi todas las nuevas teorías, aunque se tenía mucho cuidado de no contradecir abiertamente el pensamiento religioso. Esta es la razón de que científicos como Sigüenza y Góngora, Alejandro Fabián y Fray Diego Rodríguez tuvieron que remitirse a las fuentes originales y ceñirse a un aprendizaje autodidacta.
Los científicos jesuitas intentaron una conciliación entre la física moderna y el pensamiento aristotélico, acto que permaneció aún al principio del siglo XVIII. Los jesuitas aceptaron poco a poco el atomismo y la ley de la gravitación universal. Se dieron obras como Cursus Philosophicus, de Francisco Javier Alegre, o Physica particularis, de Francisco Javier Clavijero, ambos jesuitas, o Tratado sobre toda la física de Aristóteles, del franciscano Miguel de Sologuren. 
En el siglo XVIII, el interés por los fenómenos físicos y su comprobación experimental se manifestó en uno de los textos científicos más importantes: Elementa recentioris philosophiae, escrito por Juan Benito Díaz de Gamarra y Dávalos. En este siglo, los aparatos inventados en Europa pronto llegaron a la Nueva España, aunque su utilización tardó en popularizarse. Científicos como Fray Diego Rodríguez y Sigüenza y Góngora ya utilizaban telescopios, junto con inventos más antiguos, como el astrolabio o el cuadrante. La creación del Real Seminario de Minería en 1792 trajo consigo la formación de importantes laboratorios de física y química. Además, la física estudiada y practicada en el Colegio de Minería ya abarcaba los aspectos existentes de la física moderna.

## Geografía y Cartografía
En 1521, Francisco de Garay trazó el primer mapa del Golfo de México. En el año de 1527, Diego de Rivero levantó un plano de buena parte del territorio de la Nueva España. La costa del Pacífico fue delineada en el año de 1541 por Domingo del Castillo. Las conjunciones de estos planos y cartas geográficas permitieron que en la llamada colección de Ramusio apareciera, en 1546, el primer mapa completo de la Nueva España. La mayor precisión cartográfica se logró con el mapa de 1562, que iba incluido en la geografía de Ptolomeo de ese año y en el configurado por G. Porcachi en 1576. En los atlas de Abraham Ortelius, de Gerard de Mercator o de Guillaume de Blaeu, ya se perfilaba, dentro de la carta general de América, la silueta geográfica del virreinato. La carta general de la Nueva España, levantada por Sigüenza hacia fines del siglo XVII, no fue superada sino hasta fines del siglo XVIII por la de Antonio Alzate. 

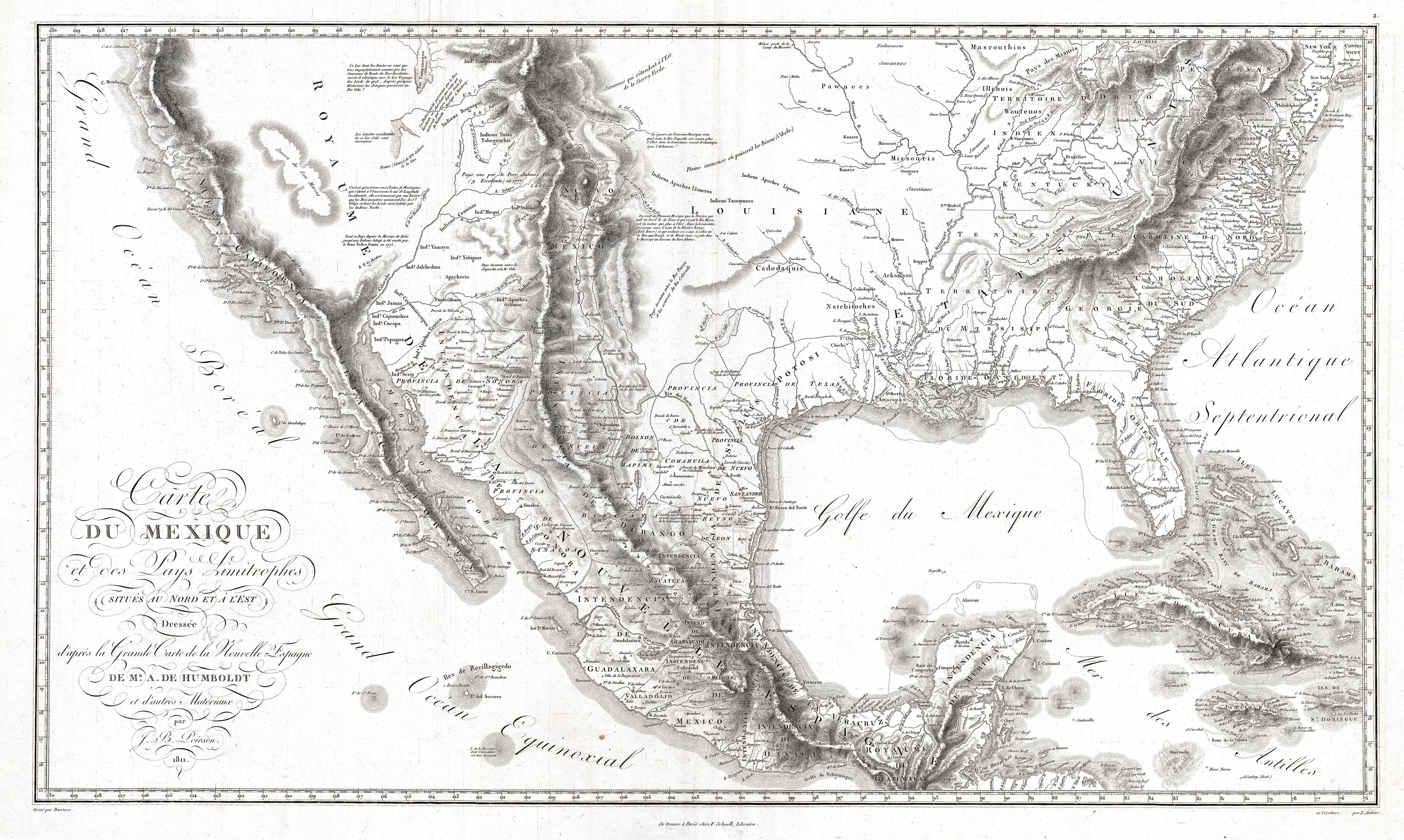
Mapa de la Nueva España elaborado por Humboldt

La cartografía del siglo XVI no permitía señalar con precisión las posiciones de los diferentes lugares. En el siglo XVII las posiciones geográficas fueron determinadas con mayor exactitud. La longitud de la Ciudad de México fue notable por su exactitud, establecida por Fray Diego Rodríguez. Junto con las determinaciones geográficas generales, iban las demarcaciones internas del país. 
La cartografía, contó en el siglo XVIII con numerosos exponentes. El papel de los jesuitas es destacado porque la orden contó con un enorme cúmulo de informes de los misioneros, útiles tanto para el conocimiento geográfico, como para la labor evangelizadora. Entre estos hombres destacaron: Consag, Nentwig, Linck, Venegas y Kino. Este último elaboró más de treinta mapas, participó en más de 40 expediciones por la Baja California, Sonora, Sinaloa y Arizona, y demostró que Baja California era una península, no una isla como hasta entonces se pensó.
El naturalista y explorador alemán Alexander von Humboldt estaba interesado en la botánica, la geología y la mineralogía. Obtuvo en 1799 permiso para embarcarse con rumbo a las colonias españolas de América del Sur y Centroamérica. En su recorrido de casi 10,000 kilómetros logró acopiar cantidades grandes de datos sobre el clima, la flora, la fauna y las condiciones socioeconómicas de la zona. Entre los hallazgos científicos de sus expediciones, cabe citar estudios comparativos entre condiciones climáticas y ecológicas, y sobre todo, sus conclusiones sobre el vulcanismo y la relación que guarda con la evolución de la corteza terrestre. Los estudios de Humboldt fueron los de mayor importancia durante los siglos siguientes; de especial relevancia su Atlas geográfico y físico de la Nueva España. La obra de Humboldt corrigió muchas de las nociones que los europeos tenían acerca de la Nueva España.

## Historia y Bibliotecología

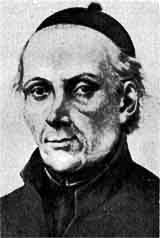
José Antonio Alzate

En el siglo XVIII, la Nueva España comenzaba a encontrarse a sí misma estudiando su historia y descubriendo sus recursos. El estudio de las lenguas indígenas despertó el interés de varios eruditos, entre ellos José Agustín Aldama, autor del Arte de la lengua mexicana publicado en 1754. La historia la cultivaron tanto los jesuitas, como  hombres de la talla del filósofo, literato e historiador Mariano Fernández de Echeverría y Veytia, autor de Historia de Puebla de los Ángeles, de Historia antigua de México, continuación de la obra inconclusa de Lorenzo Boturini, dedicada al estudio del México precortesiano y colonial. Él escribió además libros religiosos y tradujo las Cartas Provinciales de Pascal.
La tarea de los bibliógrafos en el siglo XVIII tendió a inventariar la riqueza intelectual producida en la Nueva España. Juan José de Eguiara y Eguren, colegial y profesor de San Ildefonso, formó y publicó una Biblioteca Mexicana, en la que anotó los libros editados que llegaron a su conocimiento desde el principio de la colonización. Esta sirvió de base para la más amplia Biblioteca de José Mariano Beristáin y Souza, que se editó a principios del siglo XIX y que fue fuente de información para los siguientes bibliógrafos mexicanos.
José Antonio Alzate fue universal en sus oficios, lo mismo escribió de astronomía que de botánica y dedicó su vida a la exploración científica. Fue un divulgador de los conocimientos puestos en circulación en el siglo XVIII. Alzate formó una excelente biblioteca, un museo de historia natural y antigüedades del país. Como medio de difusión, recurrió frecuentemente a la Gaceta de México, donde escribió artículos sobre los más diversos temas: zoología, botánica, cosmología, etc. 

## Biología: Flora y Fauna
El primer trabajo enciclopédico en torno a la flora y fauna novohispanas, se debió al Dr. Francisco Hernández, quien llegó a la Nueva España en 1570 comisionado por Felipe II para estudiar los vegetales, los animales y los minerales de esta tierra. Su expedición científica, la primera organizada en América, duró siete años, en los cuales visitó buena parte del virreinato, recogiendo multitud de especies de plantas. La variada colección que logró formar provino principalmente de los jardines botánicos que los nahuas habían establecido en Texcoco, Azcapotzalco y Oaxtepec; constó de 1,200 especies de flora y fauna y bastaron para preparar un libro titulado De Historia Plantarum Novae Hispaniae. Las obras de este sirvieron de ascendente en las expediciones botánicas del siglo XVIII. 
En 1787 arribó a la Nueva España una comisión encargada por Carlos III cuya misión era explorar científicamente toda la América septentrional española. El rey tenía el propósito de inventariar los recursos de las vastas colonias españolas en América que fueran susceptibles de comercio. Esta comisión la presidió el español Martín de Sessé y Lacasta. El filósofo, médico y botánico novohispano José Mariano Mociño fue incorporado a la que habría de conocerse como la Real Expedición Botánica a Nueva España. Sessé y Mociño lograron formar un herbario de cuatro mil especies y una colección de dibujos a colores que comprendían plantas y animales. Redactaron dos obras: Flora Mexicana y Plantae Novae Hispanae. Mociño llegó a ocupar varios puestos científicos prominentes en España. Él impartió en ese país los primeros cursos de zoología.